# Мястечко-Слёнске (станция)
Мястечко-Слёнске (пол. Miasteczko Śląskie) — сортировочная железнодорожная станция и пассажирский остановочный пункт в городе Мястечко-Слёнске, в Силезском воеводстве Польши. Имеет 3 платформы и 3 пути.
Станция построена в 1884 году, когда город Мястечко-Слёнске (нем. Georgenberg, Георгенберг) был в составе Германской империи.